# パウラ・イバン
パウラ・イバン（Paula Ivan ルーマニア語発音: [ˈpa.ula iˈvan] 1963年7月20日 - ）は、ルーマニアの元陸上競技選手である。
イバンは、1988年ソウルオリンピックの1500mと、3000mに出場。3000mでは、ソ連のタチアナ・サモレンコ(Tatyana Samolenko-Dorovskikh)に敗れ銀メダルに終わったものの、1500mでは、ソ連の2位に入ったライムテ・バイカウスカイテ(Laimutė Baikauskaitė)や、サモレンコらを抑え金メダルを獲得。このレースでは、2位のバイカウスカイテに6秒以上の大差をつける3分53秒96の好タイムで、この記録は現在でもオリンピック記録である。

## 自己ベスト
- 800m - 1分56秒42（1988年7月16日）
- 1500m - 3分53秒96（1988年10月1日）
- 3000m - 8分27秒15（1988年9月25日）

## 主な実績
| 年   | 大会                     | 場所                     | 種目  | 結果 | 記録      |
| ---- | ------------------------ | ------------------------ | ----- | ---- | --------- |
| 1987 | ユニバーシアード         | ザグレブ(ユーゴスラビア) | 1500m | 1位  | 4分01秒32 |
| 1987 | ユニバーシアード         | ザグレブ(ユーゴスラビア) | 3000m | 1位  | 8分53秒61 |
| 1988 | オリンピック             | ソウル(韓国)             | 1500m | 1位  | 3分53秒96 |
| 1988 | オリンピック             | ソウル(韓国)             | 3000m | 2位  | 8分27秒15 |
| 1989 | ヨーロッパ室内陸上選手権 | ハーグ(オランダ)         | 1500m | 1位  | 4分07秒16 |
| 1989 | ユニバーシアード         | デュースブルク(西ドイツ) | 1500m | 1位  | 4分13秒58 |
| 1989 | ユニバーシアード         | デュースブルク(西ドイツ) | 3000m | 1位  | 8分44秒09 |
| 1989 | IAAFワールドカップ       | バルセロナ(スペイン)     | 1500m | 1位  | 4分18秒60 |